# BKVT S típus
A BKVT S típusú motorkocsi a Schlick, a Weitzer és a Ganz gyárak által egységesen gyártott villamos motorkocsi-sorozat, amit 1907 és 1909 között gyártottak a Budapesti Közúti Vaspálya Társaságnak. A járművekből 130 darab készült; pályaszámuk 551 és 600, valamint 611 és 690 között volt.

## 611-es kocsi

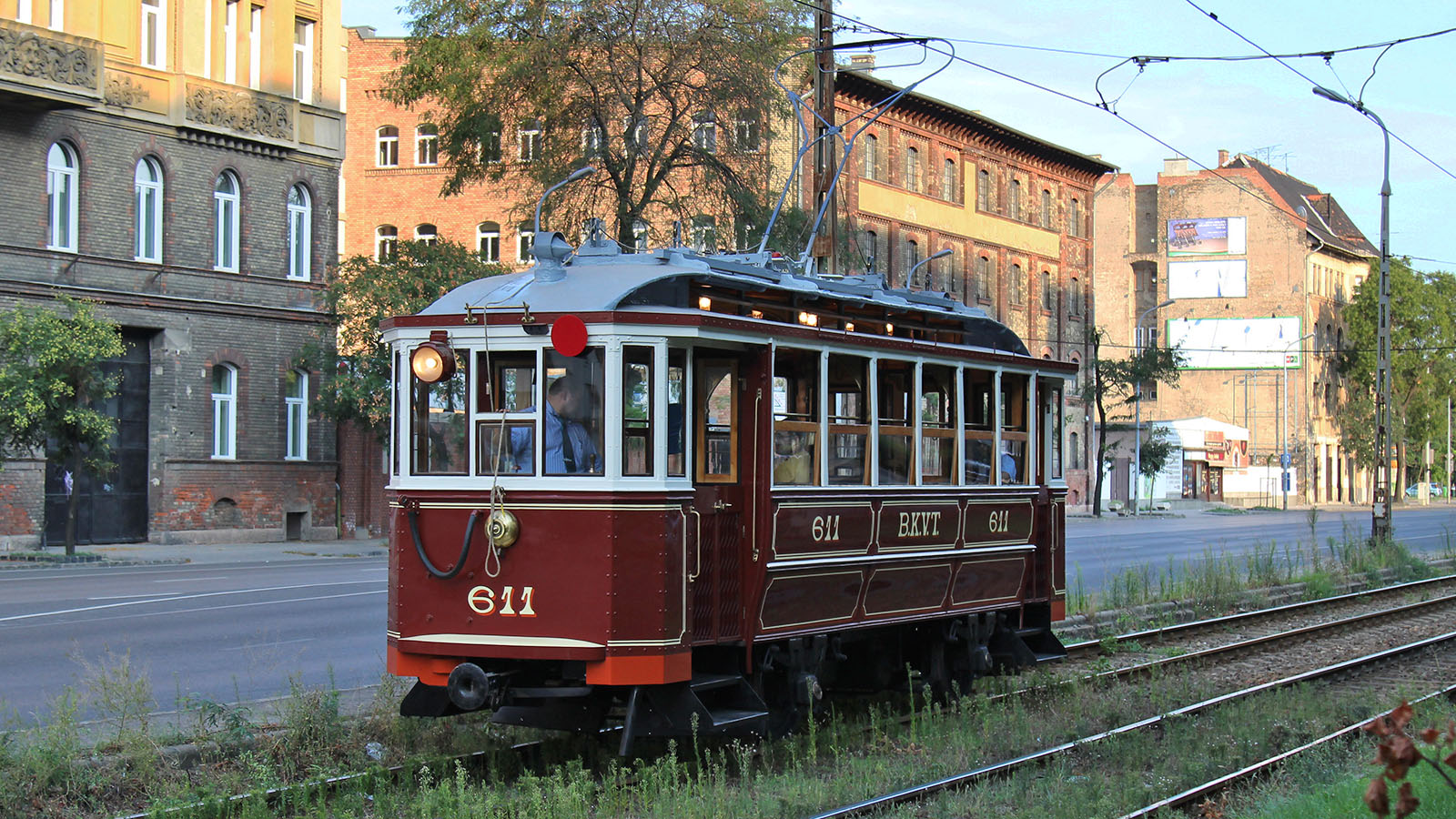
A BKV 611-es nosztalgiajárműve a Soroksári úton

Az eredetileg 611-es pályaszámú kocsit 1961-ben ikerkocsisra alakították át, s társával együtt az 1714–1715-ös számot kapta, majd az 1970-es években selejtezték, bár 1982-ben alkalmanként nosztalgiamenetként volt használatban. Az ikerkocsi 1714-es része már 1975-ben a Közlekedési Múzeum védelme alatt állt, az 1715-öst pedig végül 1987-re, a budapesti villamosközlekedés megindulásának 100. évfordulójára állították vissza az eredeti állapotába, ekkor kapta vissza a 611-es számot is. Napjainkban is közlekedik nosztalgiakocsiként, 2019-ben az N2-es és N19-es nosztalgiajáratokon közlekedett.

## 1820-as kocsi

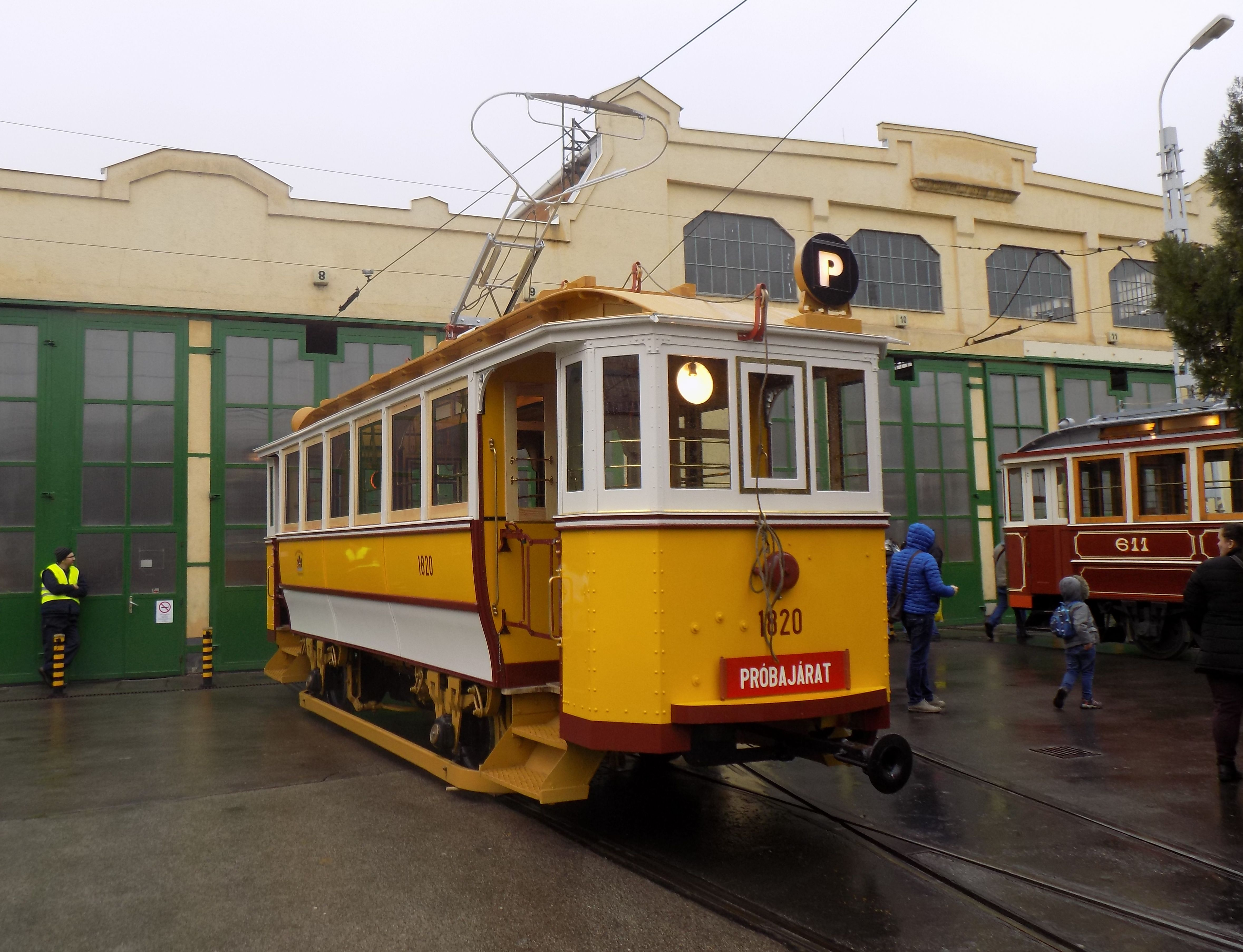
A BKV 1820-as nosztalgiajárműve

Eredetileg 571-es pályaszámmal került forgalomba, majd 1924-ben az egész villamosflotta új pályaszámot kapott, s ebből eredően 1820-as lett a száma. A BSZKRT-időszak végéig a motorkocsin csupán kisebb változtatásokat végeztek, kézi jelzőlámpát szereltek fel, a befelé nyitható ajtókat a Hűvös–Tóbiás-féle lecsaphatóra cserélték, és módosításon esett át az ülések elrendezése. Az 1950-es években újabb átszámozás és ikerkocsira történő módosítás után 1714–1715-ös pályaszámú ikerkocsiként közlekedett tovább. Az 1970-es években vonták ki a forgalomból. 2018-ban újították fel a BKV alapításának 50. évfordulójára, e járművet a BSZKRT arculatával, korabeli pályaszámát is visszakapta. Ez is a BKV nosztalgiajármű-állományának része, 2019-ben az N2-es és N19-es nosztalgiajáratokon közlekedett.